# True as Steel (película)
True As Steel es una película dramática muda estadounidense de 1924 dirigida y escrita por Rupert Hughes y protagonizada por Aileen Pringle y Huntley Gordon. La película trata sobre una empresaria casada que tiene una aventura con un colega casado.

## Trama
Como se describe en una reseña de una revista de cine, Frank Parry, un exitoso fabricante de mediana edad, viaja a la ciudad de Nueva York. Allí se enamora de la Sra. Eva Boutelle, una atractiva mujer de negocios cuyo marido Harry está fuera de la ciudad. Él ofrece conseguir el divorcio si ella hace lo mismo y luego se casa con ella. La tentación es fuerte para la Sra. Boutelle está fascinada por él. Sin embargo, ella se mantiene fiel a sus votos matrimoniales, y el encuentro final entre la pareja da como resultado que Eva decida permanecer "fiel como el acero" a su cónyuge. Parry regresa a casa, arrepentido y decidido a permanecer leal a su fiel esposa. Descubre que su hija Ethel ha iniciado una carrera empresarial y tiene la intención de seguir adelante, a pesar de la desaprobación de sus padres.

## Elenco
- Aileen Pringle como Mrs. Eva Boutelle

- Huntley Gordon como Frank Parry
- Cleo Madison como Mrs. Parry
- Eleanor Boardman como Ethel Parry
- Norman Kerry como Harry Boutelle
- William Haines como Gilbert Morse
- Louise Fazenda como Miss Leeds
- Louis Payne como Jake Leighton
- William H. Crane como Commodore Fairfield
- Raymond Hatton como Great Grandfather
- Lucien Littlefield como Mr. Foote

## Preservación
Un fragmento de Verdadero como el acero se conserva en la Colección cinematográfica del Museo George Eastman.